# Zádiel
Zádiel (in ungherese Szádelő) è un comune della Slovacchia facente parte del distretto di Košice-okolie, nella regione di Košice.